# Johann Georg Friedrich von Friesen

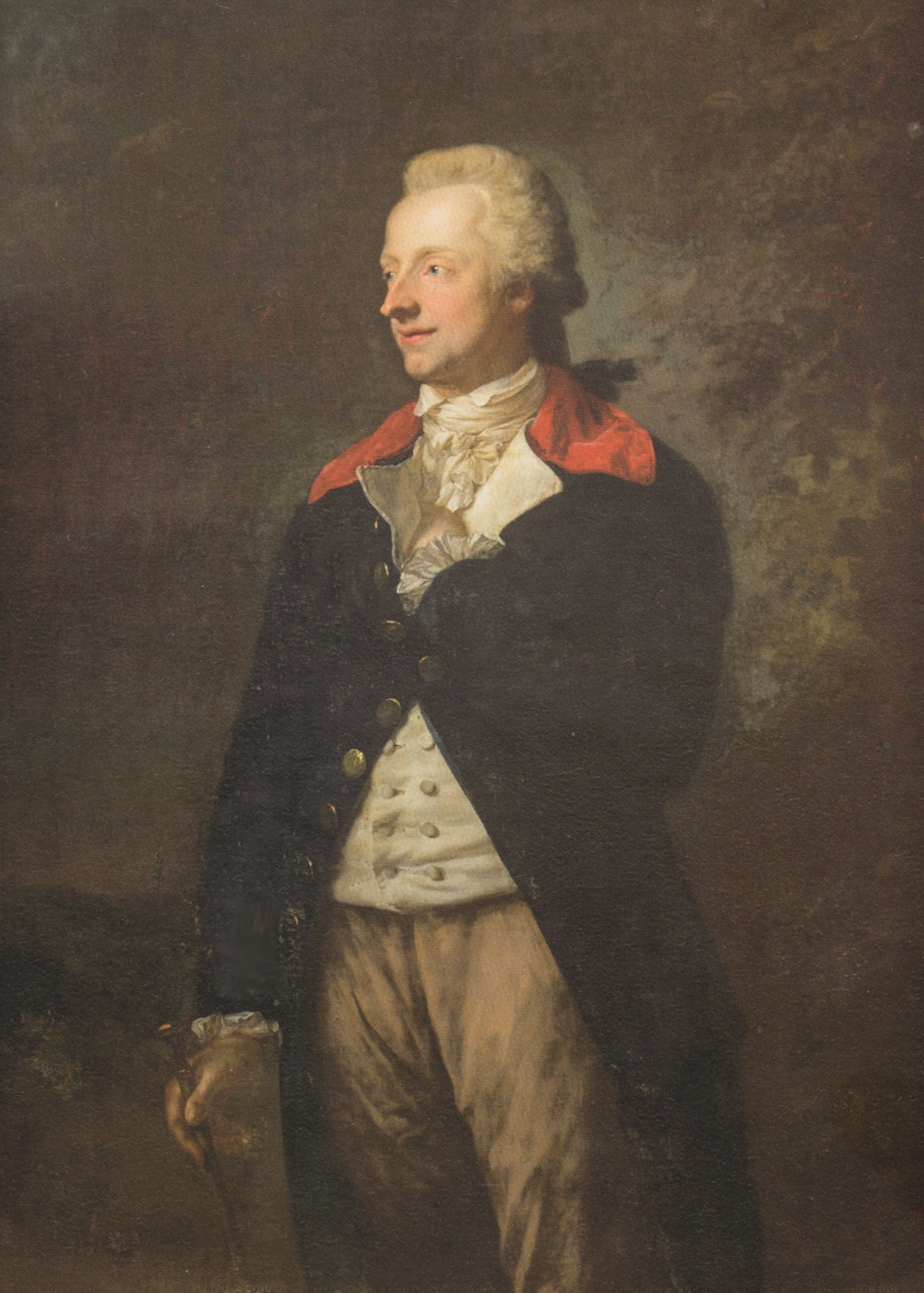
Anton Graff: Johann Georg Friedrich Freiherr von Friesen

Johann Georg Friedrich Freiherr von Friesen (* 28. April 1757 in Rötha; † 18. Januar 1824 in Dresden) war Oberkammerherr, Geheimer Rat und Oberaufseher der Kunstsammlungen und der Bibliothek in Dresden. Er besaß das Schloss Rötha und das Schloss Rammelburg sowie bis zum Verkauf 1773 die Standesherrschaft Königsbrück mit dem Rittergut Cosel.

## Leben
Johann Georg Friedrich Freiherr von Friesen war der Sohn von Johann Friedrich Ernst Freiherr von Friesen (1725–1768) und seiner Frau Christiane Jacobine geborene Gräfin von Werthern (1727–1778). Neben Rötha besaß er von 1768 bis 1773 auch die Standesherrschaft Königsbrück und das Rittergut Cosel, die er an Sigismund Ehrenreich von Redern verkaufte. Nach Unterricht bei einem Hauslehrer ging er zusammen mit diesem 1773 für zwei Jahre an  das Collegium Carolinum nach Braunschweig. Anschließend studierte er bis 1777 Jura an den Universitäten Wittenberg und Leipzig. Schon 1775 erhielt er vom sächsischen Kurfürsten Friedrich August III. den Titel Kammerjunker verliehen.
Nach erfolgreichem Examen nahm Friesen eine kurzzeitige Tätigkeit als Beisitzer am Leipziger Oberhofgericht auf. Dann führte ihn eine über einjährige Reise nach England, in die Schweiz, nach Frankreich und nach Italien. Nach seiner Rückkehr widmete sich auf seinem Schloss Rötha der Rittergutswirtschaft. Im gleichen Jahr erhielt er die Ernennung zum kurfürstlichen Kammerherrn.
Erstmals war er 1781 als Vertreter der Allgemeinen Ritterschaft auf einem Landtag der sächsischen Landstände in Dresden vertreten. Bei der nächsten Ständeversammlung 1787 wurde er Direktor dieses Gremiums. 1793 und 1799 war er Mitglied im Weiteren Ausschuss der Ritterschaft und seit dem Landtag 1805 im Engeren Ausschuss der Ritterschaft.

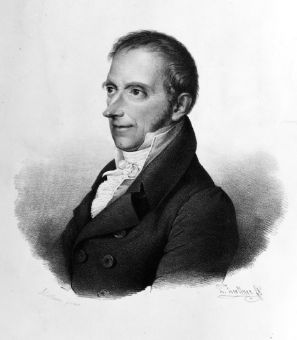
Ludwig Theodor Zöllner: Johann Georg Friedrich von Friesen (Kupferstich)

1783 wurde er als Obersteuereinnehmer nach Dresden berufen. 1784 wurde er außerdem kurfürstlicher Commissarius bei der Brand-Versicherungs-Commission, und weitere Ehrenämter folgten.
Vom 2. Juni 1808 bis 1810 war er als Vertreter der Grundeigentümer Mitglied der Reichsstände des Königreichs Westphalen für das Saale–Departement.
1810 ernannte ihn der sächsische König Friedrich August I. zum Geheimen Rat und nahm ihn in Dienst. Am 17. März 1812 wurde Friesen Oberkammerherr am Dresdner Hof und war in dieser Funktion mehrfach mit der persönlichen Betreuung Napoleons betraut. Während der Völkerschlacht bei Leipzig befand er sich zunächst auf Order Friedrich Augusts am Dresdner Hof, während sein Schloss Rötha den alliierten Gegnern als Hauptquartier diente. Erst als am 19. Oktober der sächsische König von den Alliierten gefangen genommen wurde, verließ er Dresden und begab sich auf das ihm ebenfalls gehörende und nicht zu Sachsen zählende Schloss Rammelburg im gleichnamigen Amt Rammelburg im Unterharz.
Als nach der Völkerschlacht der russische Fürst Nikolai Grigorjewitsch Repnin-Wolkonski Generalgouverneur in Sachsen wurde, kam Friesen im Dezember 1813 nach Dresden zurück, wurde Mitglied des Gouvernementrates und Repnins persönlicher Berater. Als Präsident der „Hülfs- und Wiederherstellungs-Commission“ half er bei der Versorgung der nach dem Krieg notleidenden Bevölkerung und beim Wiederaufbau des zerstörten Landes vor allem mittels englischer Kredite.
Nach der Rückkehr des sächsischen Königs nach Dresden 1815 nahm Friesen seine alten Ämter, insbesondere das des Oberkammerherrn, wieder auf. Er war Erbmarschallamtsverweser des Landtages 1817/1818 sowie Mitglied des engeren Ausschusses der Ritterschaft auf den Landtagen von 1820 und 1824 und übernahm für den König zahlreiche diplomatische Aufgaben.
1816 ließ er sich in einer Villa in Blasewitz nieder und besuchte fortan seine Rittergüter nur noch gelegentlich während der Sommerzeit.

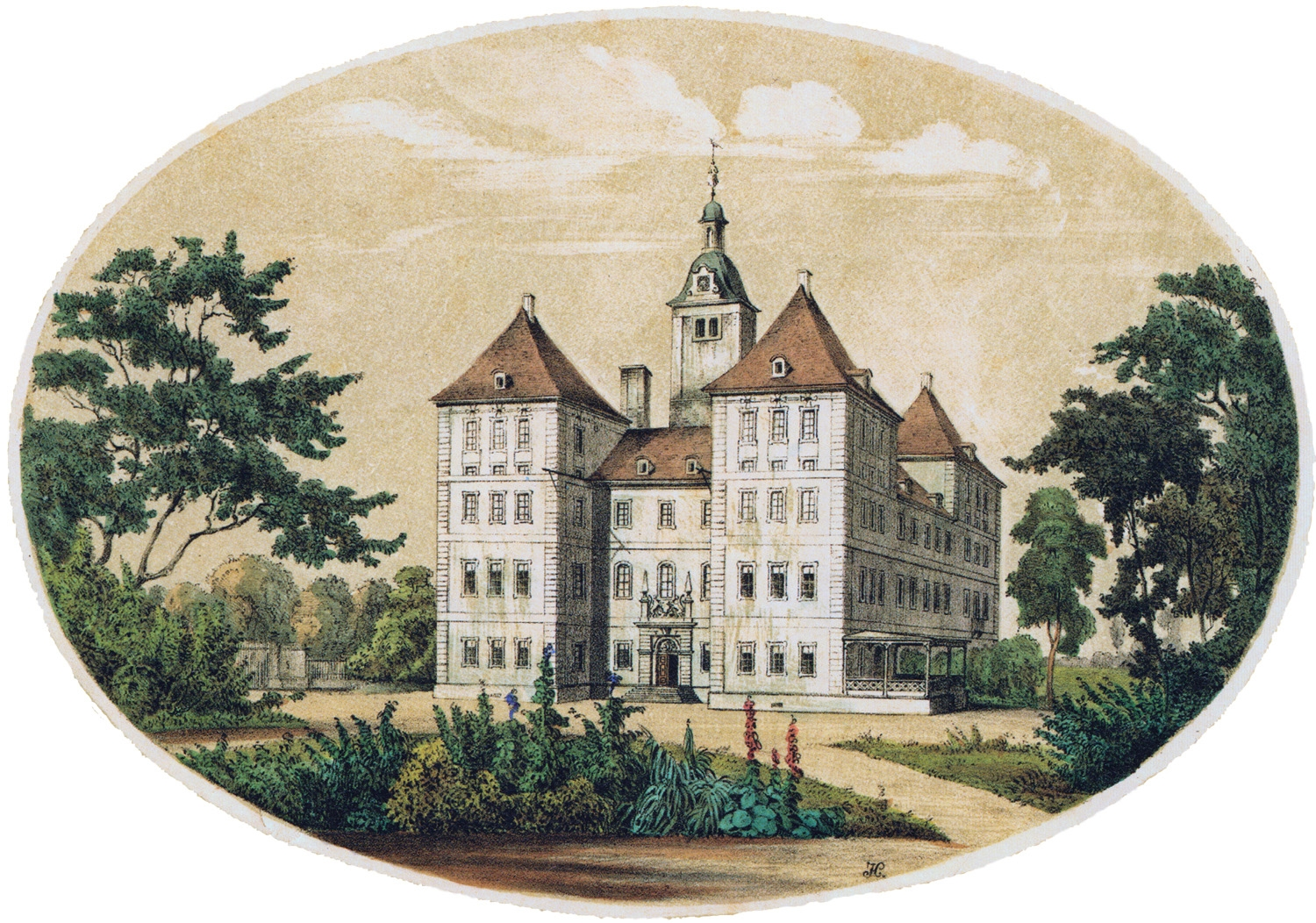
Schloss Rötha
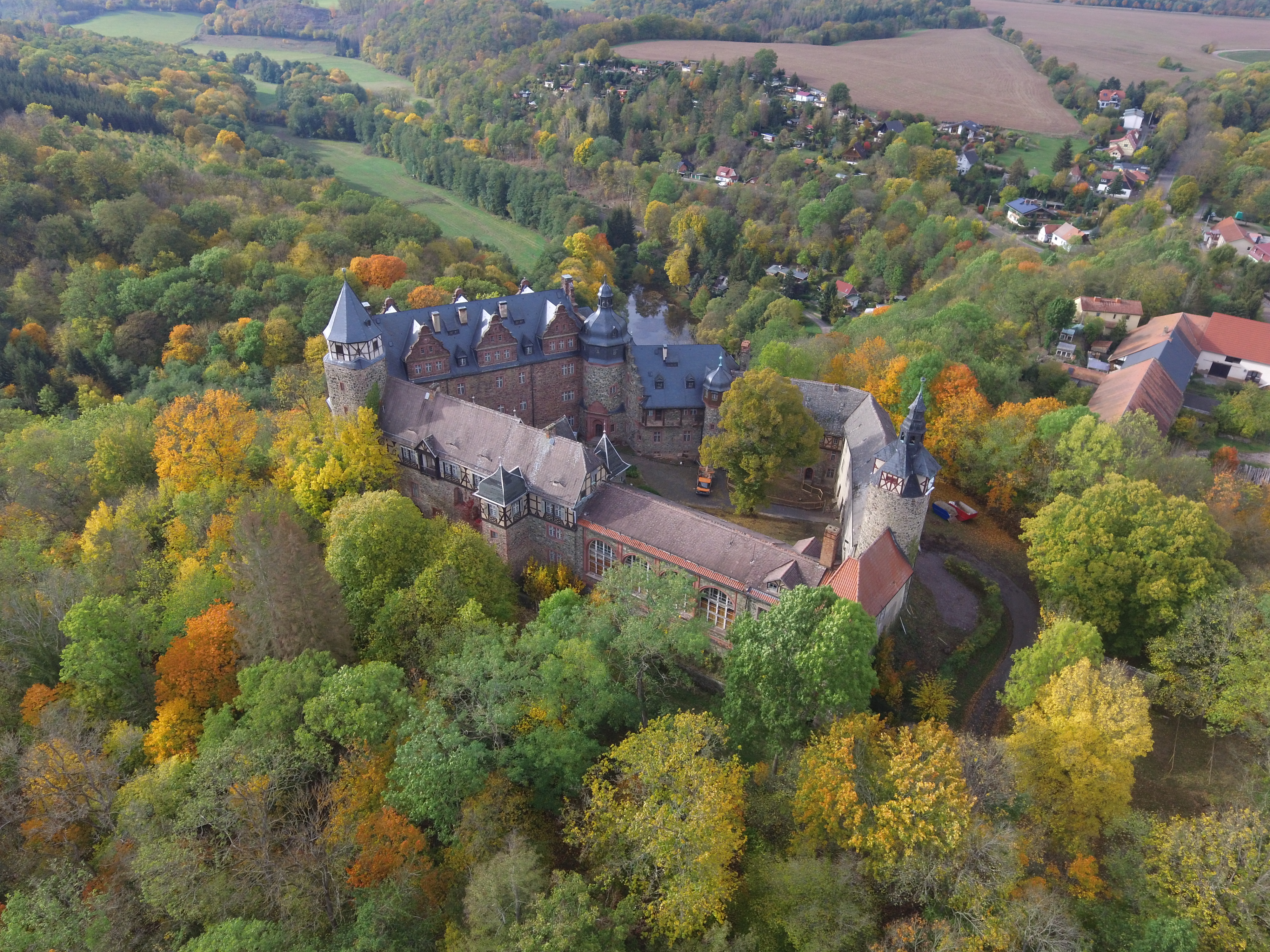
Schloss Rammelburg
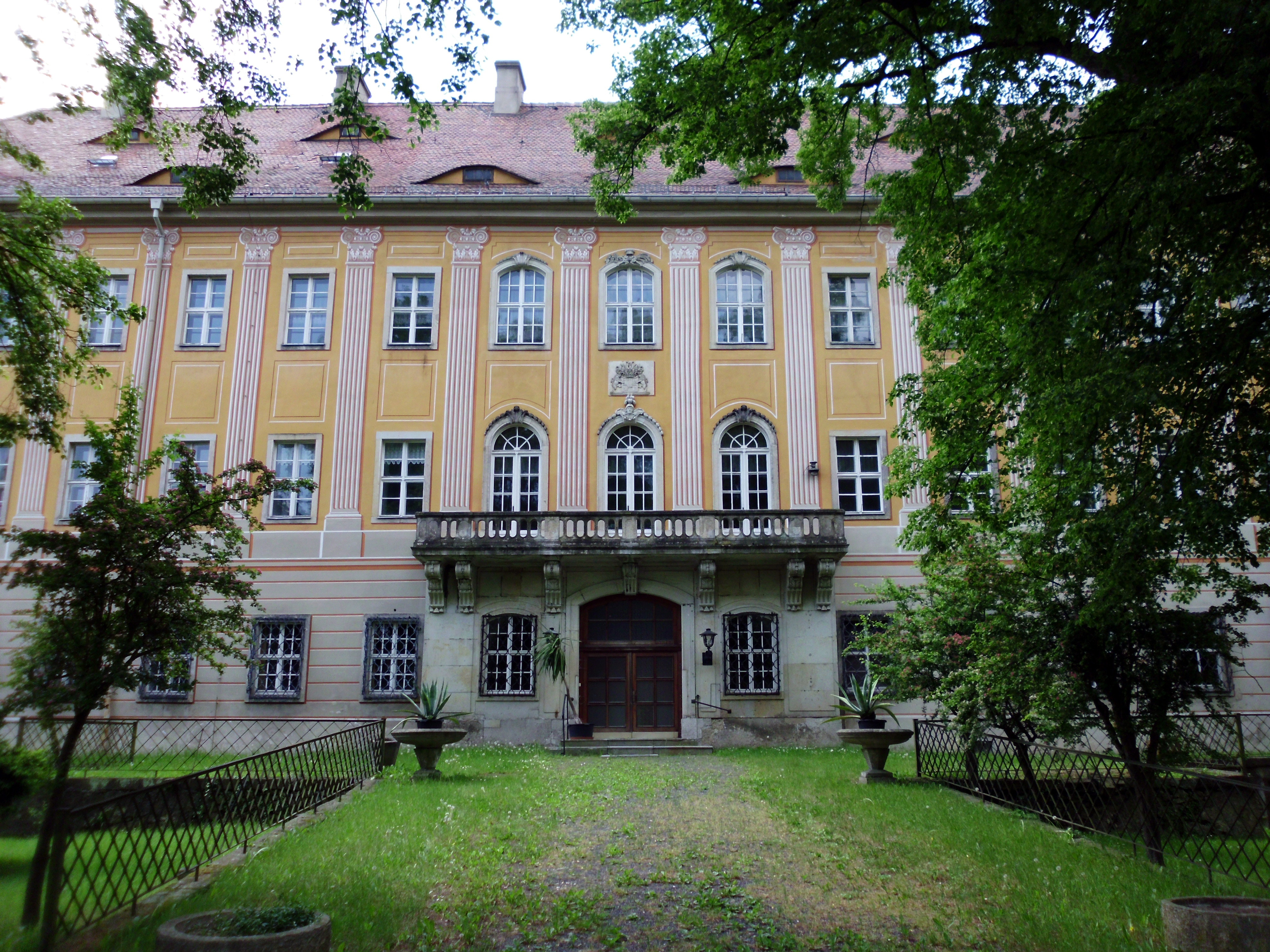
Schloss Königsbrück

## Familie
Am 2. November 1778 heiratete Johann Georg Friedrich Freiherr von Friesen Johanne Friederike Louise Caroline von Krosigk. Das Ehepaar hatte drei Kinder:
- Heinrich Friedrich Ernst (* 22. August 1779 in Leipzig; † 20. oder 21. Februar 1781)
- Louise Henriette Caroline (* 4. September 1780 in Rötha; † 4. Februar 1787 in Rötha)
- Caroline Jacobine Sophie (* 7. Oktober 1781 in Rötha; † 31. Mai 1857) ⚭ 10. Juni 1802  mit Hans Günther Werner von der Schulenburg, dem Bruder ihrer Stiefmutter (* 17. Februar 1772; † 14. Oktober 1806 in der Schlacht von Auerstädt), Oberhofmeisterin der Großherzogin von Weimar

Bei der Geburt des dritten Kindes verstarb seine Frau. Seine beiden Töchter gab er daraufhin zu seiner auf dem Rittergut Caaschwitz in Thüringen lebenden Schwester.
Am 27. Juli 1783 heiratete er die Gräfin Juliane Caroline von der Schulenburg (* 1764; † 23. Juli 1803), eine Tochter von Gebhard Werner von der Schulenburg, mit der er 11 Kinder bekam:
- Juliane Charlotte (* 9. Juni 1784 in Dresden; † 35. Februar 1861 in Dresden), vom 25. August 1814 bis 20. Juli 1856 Pröbstin des freiadeligen Magdalenstiftes in Altenberg
- Carl (* 22. Januar 1786 in Dresden; † 29. Mai 1823 in Berlin), Oberhofmarschall, sächsischer Gesandter in London, Berlin etc.
- Heinrich (* 18. Februar 1788 in Dresden; † 30. Juli 1809 in Dresden),  Lieutenant bei von Polenz Chevauxlegers,  verwundet am 12. Juli 1809 in der Nähe von Berggießhübel
- Johanne Friederike (* 16. März 1789 in Dresden; † 6. August 1825 in Dresden), Stiftsdame in Stetterberg
- Marie Louise (* 2. Dezember 1790 in Dresden; † 28. April 1791 in Dresden)
- Elisabeth (* 16. Juli 1793 in Dresden; 18. Juli 1878 in Dresden) ⚭ 30. März 1818 mit dem Geheimen Rath und Oberstallmeister Carl Alexander Nicolas Grafen Vitzthum von Eckstädt (* 3. Juli 1768; † 11. Oktober 1834)
- Louise (* 27. November 1794 in Dresden; † 15. Januar 1870 in Dresden), Oberhofmeistern von Königin Amalie von Sachsen; erste unverheiratete und protestantische Oberhofmeisterin am Königlich Sächsischen Hof
- Friedrich (* 11. Oktober 1796 in Dresden; † 21. März 1871 in Dresden), Lieutenant im Leibgrenadier-Regiment und Präsident der I. Kammer des Sächsischen Landtags

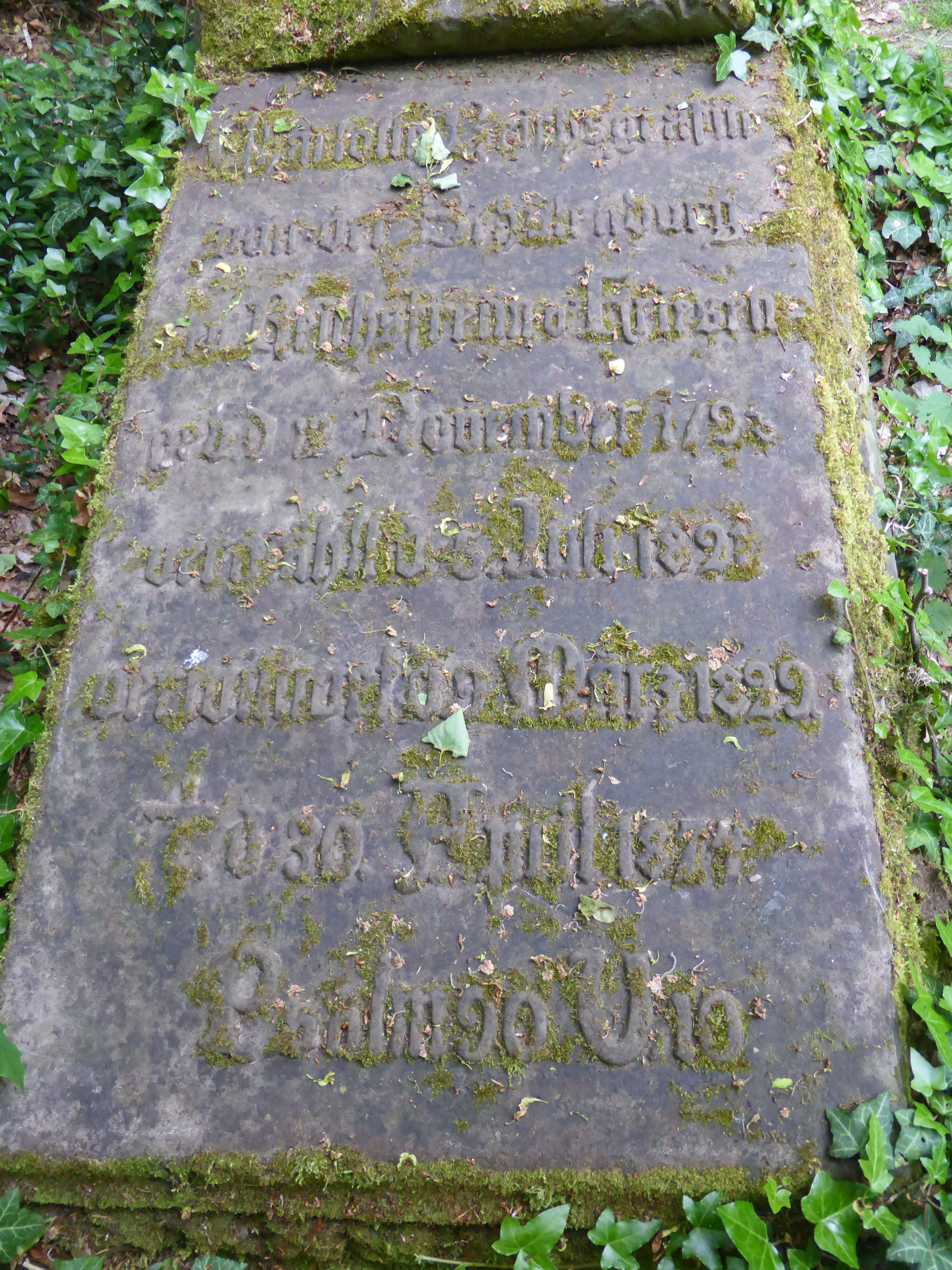
Grabmal von Charlotte

- Charlotte (* 12. November 1798 in Dresden; † 30. April 1874), ⚭ 5. Juli 1821 mit Werner Graf von der Schulenburg-Nimptsch aus Beetzendorf (* 7. August 1797; † 9. März 1829). Eines ihrer Kinder ist Ernst Friedrich Werner von der Schulenburg-Beetzendorf. Ihr Grabmal auf dem Gutsfriedhof Beetzendorf ist noch heute erhalten.
- Ernst (* 9. Februar 1800 in Dresden; † 19. Juni 1869 in Kassel-Wilhelmshöhe), ⚭ 12. Oktober 1831 in Wolfsburg mit Julie Armgard Clara Gräfin von der Schulenberg-Wolfsburg (* 23. Januar 1809 in Wolfsburg; † 26. August 1852 in Rammelburg); ⚭ 26. November 1854 in Wiesbaden mit Caroline Louise Wilhelmine Pauline Freiin von und zu Gilsa (* 26. Juni 1833), Lieutenant im k.u österreichischen Kürassierregiment von Kronprinz Erzherzog Ferdinand, königlich preussischer Kammerherr und Landrat
- Hermann (* 27. Februar 1802 in Dresden; † 23. Januar 1882 in Dresden), sächsischer Oberfeldmarschall und Shakespeare-Forscher

Am 15. Juli 1819 ging er mit Caroline Bamberger, die bereits seit 28 Jahren als Hausmädchen und Erzieherin seiner Kinder in seinem Haushalt lebte, seine dritte Ehe ein, ohne dies öffentlich zu machen. Allerdings ließ er sie als Mademoiselle Bamberger an dem gesellschaftlichen Verkehr der Familie Friesen teilhaben.
Friesen war im Besitz des elterlichen Rittergutes mit Schloss Rötha, des Gutes Trachenau sowie von Gut und Schloss Rammelburg im Harz. Zum Zeitpunkt seines Todes lebten nur noch drei seiner Söhne, Friedrich, Ernst und Hermann, welche die drei Güter gemeinsam erbten. Durch Wertausgleich übernahm Friedrich Schloss und Gut Rötha und kaufte seinem Bruder Herrmann 1846 das Rittergut Trachenau ab.